# Nantasket Beach

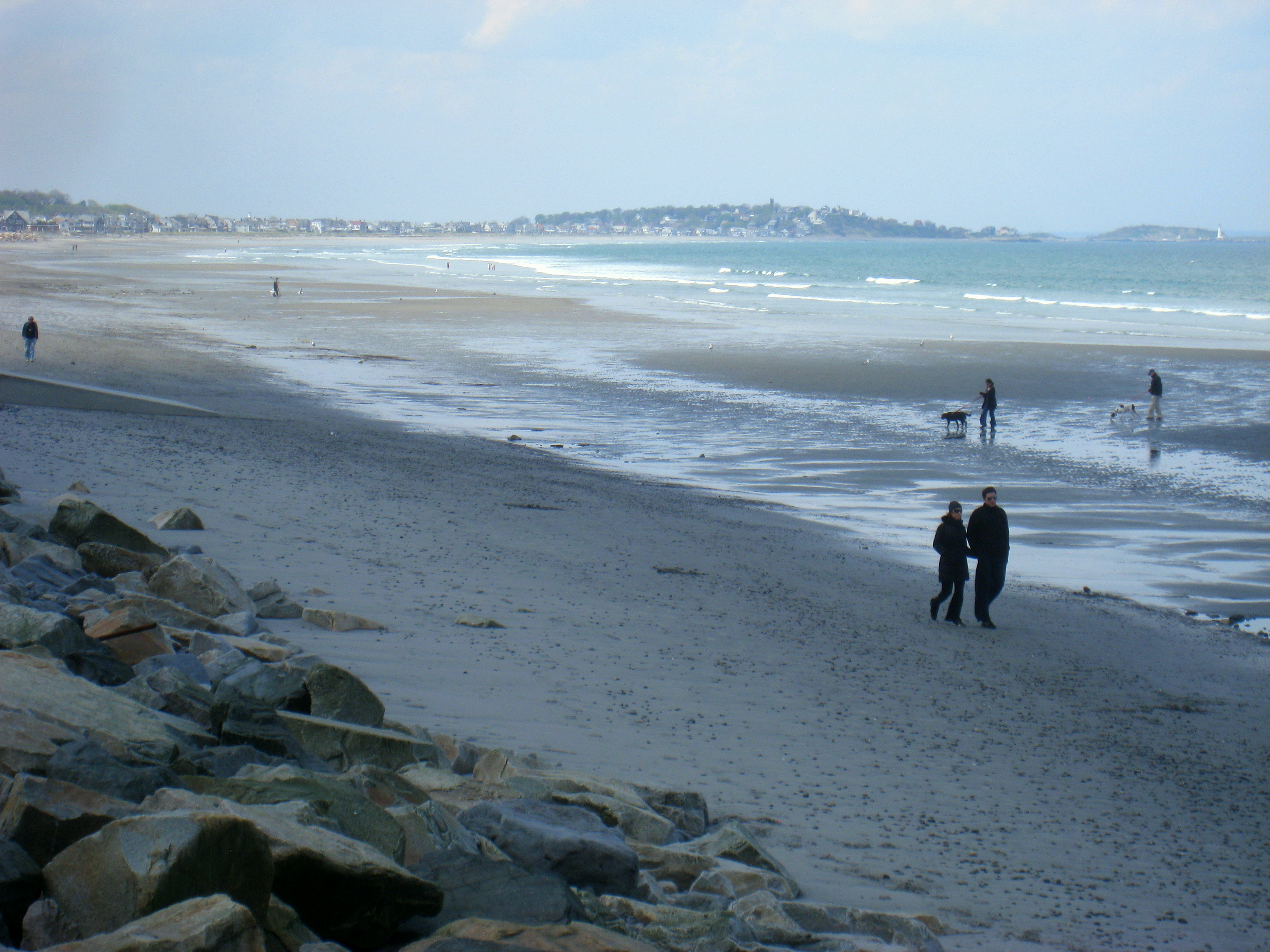
Der Nantasket Beach 2010

Nantasket Beach ist ein Strand in Hull im Bundesstaat Massachusetts der Vereinigten Staaten. Das Gebiet umfasst eine Fläche von insgesamt 26 Acres (0,1 km²) und wird vom Department of Conservation and Recreation verwaltet und ist Teil des Metropolitan Park System of Greater Boston. Der Strand besteht aus feinem, hellgrauem Sand und ist einer der am meisten bevölkerten Strände in der Metropolregion Greater Boston. Bei Ebbe gibt es dort mehrere Acres mit Gezeitentümpeln.

## Namensherkunft
Die Bezeichnung „Nantasket“ ist von einem Wort aus der Sprache der Wampanoag abgeleitet und bedeutet dort „an der Meerenge“ oder auch „Ort des Niedrigwassers“. Nantasket wurde bereits kurz nach der Plymouth Colony und noch vor der Massachusetts Bay Colony besiedelt. Bis zur Inkorporation von Hull im Jahr 1644 bezeichneten die englischen Siedler die gesamte Region als „Nantasket Halbinsel“.

## Geschichte
Im Laufe der Zeit siedelten sich viele Hotels in der Nähe des Strands an, und Dampfschiffe boten in den 1840er Jahren dreimal pro Tag eine Verbindung nach Boston an. Der Vergnügungspark Paragon Park entstand direkt an der Küste, wurde jedoch 1984 geschlossen.